# Guerra d'Itàlia de 1499–1504
La Segona Guerra Italiana, emmarcada en el conjunt de les guerres italianes, va tenir lloc entre 1499 i 1501 en la meitat nord de la península itàlica, originada per les pretensions de Lluís XII de França al ducat de Milà i per les ambicions dels Borja sobre les ciutats de la Romanya.
Ascendit al tron de França a 1498, Lluís XII va signar aliances amb la República de Venècia i amb els Borja Alexandre VI i el seu fill Cèsar Borja dels Estats Pontificis, i va envair el ducat de Milà derrocant a Lluís Sforza. Aquest contraatacà el gener de 1500 al capdavant d'un exèrcit de mercenaris suïssos, però l'abril va ser traït per aquests i capturat juntament amb el seu germà Ascanio. En virtut dels acords signats, França va quedar en poder de Milà i Gènova, Venècia va obtenir Cremona i Cèsar Borja va avançar per la Romanya prenent Imola, Forlì, Rímini, Pesaro i Faenza.
Pendents de la reacció de Maximilià I d'Habsburg, protector dels Sforza, les tropes franco-venecianes-papals van esmerçar l'estiu de 1500 en el setge infructuós de Pisa, en suport de la República de Florència que pretenia la conquesta d'aquesta ciutat. Un cop signada la treva amb Maximilià, les forces de la coalició es dirigirien cap al Regne de Nàpols amb la intenció de prendre'l.

## Context

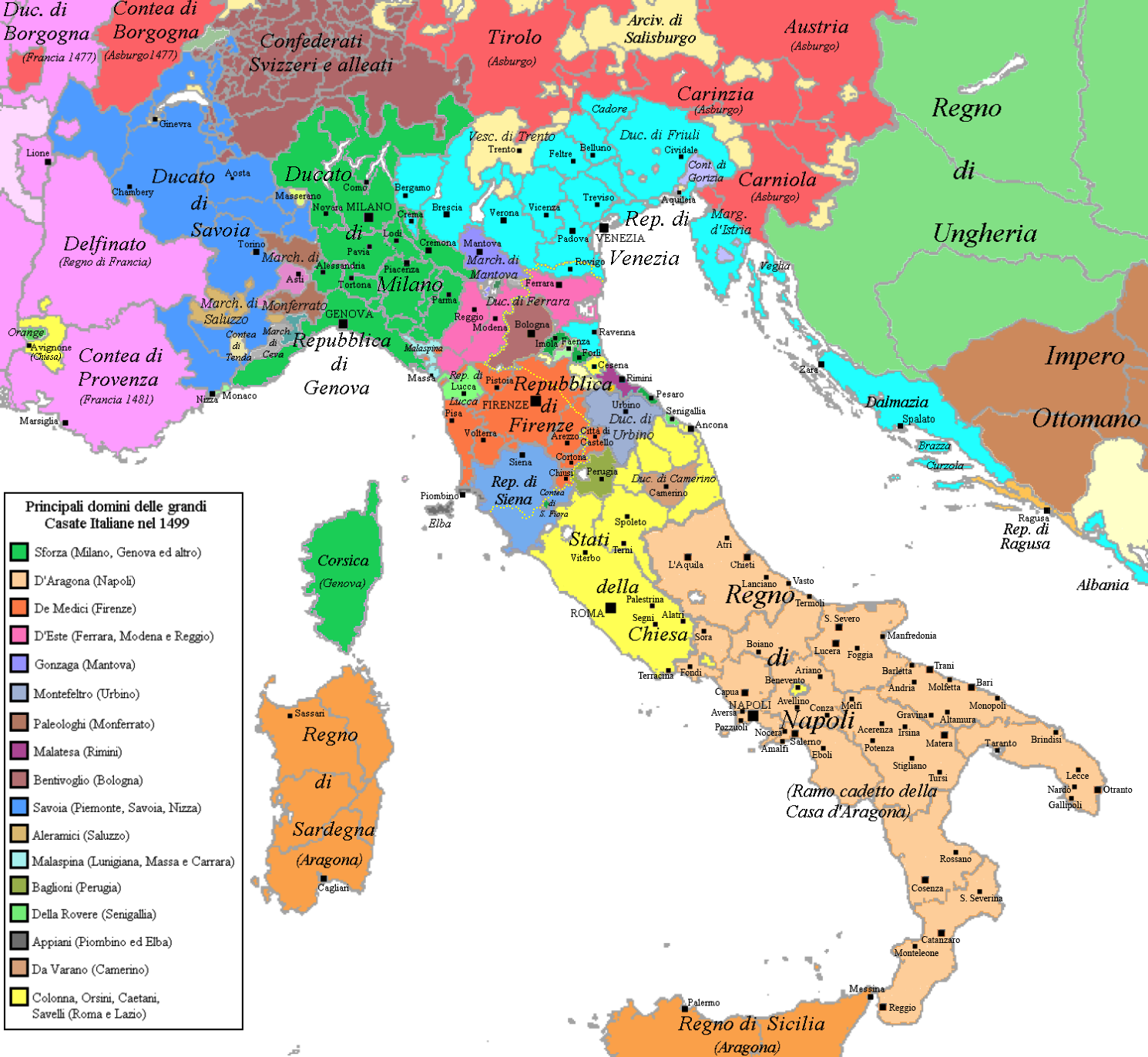
Extensió dels senyorius italians el 1499

### Casus belli: la pretensió de Lluís XII sobre Milà i Nàpols (Sicília citerior).
Poc després del seu ascens al tron, Lluís XII va fer valer els drets que per la seva ascendència genealògica li corresponien al ducat de Milà i al regne de Nàpols. Ambdues pretensions eren, si més no, força discutibles:

#### Sobre els seus drets al ducat de Milà.
Lluís XII era fill de Maria de Cleves i de Carles I d'Orleans, la mare d'aquest, Valentina Visconti, havia estat filla del primer duc de Milà, Gian Galeazzo Visconti.. El contracte matrimonial pel qual Valentina s'havia casat amb Lluís de Valois el 1385 especificava que en cas de faltar la successió masculina dels Visconti, el senyoriu de Milà passaria a la descendència masculina del matrimoni (en aquesta data Milà no era encara un ducat: ho seria deu anys després). La butlla imperial per la qual Milà s'havia constituït en ducat havia exclòs expressament a les dones de qualsevol dret a la successió.
Quan va morir Felip Maria Visconti el 1447, i després del període de la República Ambrosiana, Carles d'Orleans havia intentat exercir el seu dret a la successió del ducat, però aquest li havia estat arrabassat per Francesc I Sforza, casat amb Bianca Maria Visconti, filla il·legítima de Felip Maria Visconti

#### Sobre els seus drets al regne de Nàpols.
El pare de Lluís XII havia mort quan aquest tenia tres anys, i el rei Lluís XI l'adoptà. Lluís XI era fill de Carles VII i Maria d'Anjou, filla de Lluís II d'Anjou, fill al seu torn de Lluís I d'Anjou, qui en 1380 havia estat adoptat per la reina de Nàpols Joana I. A la mort d'aquesta, la successió al tron napolità es va resoldre amb un enfrontament entre el seu nebot Carles III de Nàpols i el seu fill adoptiu Lluís I d'Anjou, de la qual va sortir vencedor el primer, així, Lluís I d'Anjou i la seva descendència, de la qual procedia Lluís XII, es van convertir en pretendents al tron, encara que mai el van arribar a ocupar-lo efectivament.

### Antecedents. La primera guerra italiana.
Ja en la guerra italiana de 1494-1498 Carles VIII de França havia legat els seus drets sobre el ducat de Milà per envair la península itàlica. En aquella ocasió, gairebé amb els mateixos actors, però en diferents aliances, les forces franceses havien tancat a Alexandre VI en Roma i arribat fins a Nàpols, però la lliga formada per Milà, Venècia, el Sacre Imperi Romanogermànic, Espanya i els Estats Pontificis havia aconseguit rebutjar els francesos, obligant-los a retirar-se d'Itàlia.

### Aliances de preguerra.

#### França, Venècia i els Borgia s'alien contra Milà.
Per tal d'aplanar el camí per a la seva campanya militar, Lluís XII va començar a buscar aliances entre els estats veïns. La superioritat militar de França sobre tots els altres estats d'Itàlia seria determinant per a la consecució de les mateixes.
L'enfrontament hagut en l'anterior guerra entre França i la Santa Seu es va veure superat pels interessos comuns. El fill del papa Alexandre VI, Cèsar Borja, va ser nomenat duc de Valentinois per Lluís XII a compensació per la butlla papal que va permetre el divorci d'aquest de Joana de Valois i el seu casament amb Anna de Bretanya. Els Borja planejaven apoderar-se de les ciutats de la Romanya, de manera que es van aliar militarment amb França.
Venècia, amb el dux Agustí Barbarigo en el govern, ressentida amb Lluís Sforza per l'abandonament que els havia fet objecte en la primera guerra italiana i en la defensa de Pisa, va acordar prestar la seva ajuda militar atacant Milà des de l'est, mentre França ho feia des de l'oest, els termes de l'acord s'especificaven que en compensació per la seva ajuda Venècia rebria els territoris de Cremona i Gera d'Adda.
Els ducats de Savoia i Montferrat, petits estats en l'òrbita de França, permetrien el pas i l'establiment de l'exèrcit francès en els seus territoris.
Lluís XII havia renovat els tractats que els seus antecessors mantenien amb Suïssa per llevar mercenaris pel seu exèrcit., però els mercenaris suïssos estaven habituats a llogar els seus serveis militars a qui volgués contractar, i en el desenvolupament posterior de la guerra combatrien també a sou de Milà, dels Borja o de qui els pagués.
Igualment va signar tractats de pau amb Ferran II d'Aragó i amb el seu gendre Felip I de Castella.

#### Ludovico Sforza no troba suports.
Al seu torn, el duc de Milà Ludovico Sforza va intentar sense èxit pactar aliances amb tercers que acudissin en la seva ajuda. Maximilià d'Àustria, casat amb la neboda de Ludovico, estava embarcat en la seva pròpia guerra contra els suïssos, per la qual cosa no estava en condicions d'assistir-li militarment; Frederic de Sicília Citerior es va mostrar disposat però incapaç, donat el lamentable estat en què havien quedat les seves tropes després de la primera guerra italiana; el duc de Ferrara Hèrcules I d'Est, sogre de Sforza, va denegar la seva ajuda adduint el perill d'enfrontar-se a Venècia i als Estats Pontificis, estant el seu ducat geogràficament enclavat entre tots dos. Només els turcs del sultà Bajazet, sempre disposats a col·laborar amb qualsevol enemic de Venècia, van acceptar ajudar-li atacant per Dalmàcia, distraient així l'exèrcit venecià.

#### Florència es manté neutral.
La república de Florència, amenaçada per les intrigues dels Mèdici que intentaven reprendre el govern, i embarcada en la seva guerra particular contra Pisa, que era socorreguda per Siena, Lucca i Gènova, va ser requerida tant per França com per Milà. Els florentins van decidir mantenir-se neutrals en previsió que la seva hipotètica ajuda a un dels dos bàndols pogués atreure contra ells els atacs de l'altre; en un exercici d'equilibri diplomàtic van prometre a Ludovico Sforza enviar en la seva ajuda a Paolo Vitelli amb el seu exèrcit quan haguessin pres Pisa, però en un tractat signat poc després amb França es comprometien a no secundar a Sforza.

## Inici de la guerra contra Milà.

### L'exèrcit francès ocupa el Milanesat.
L'agost de 1499 va partir des de Lió l'exèrcit francès, 2600 llancers, 8.000 soldats francesos i 5.000 mercenaris suïssos sota el comandament dels francesos Louis De Ligny i Bérault Stuart d'Aubigny i el milanès Gian Giacomo Trivulzio, en un ràpid avanç van creuar els Alps, es van endinsar en el ducat de Milà i van prendre per la força els forts de Arazzo i Annona; Valenza va ser lliurada per la seva governador. Davant el ràpid avanç dels francesos, el cap de l'exèrcit milanès Galeàs Sanseverino, que havia sortit a trobar amb 1.600 llancers, 1.500 homes de cavalleria i 10.000 soldats italians, es va retirar a Alessandria della Paglia, on va ser assetjat. Sanseverino abandonar la ciutat deixant després de si les seves tropes, i va tornar cap a Milà. Alessandria va ser saquejada i semi-destruïda, i els francesos van seguir avançant : rendint Tortona i creuant el riu Po van prendre Mortara i Pavia.
Mentrestant els venecians, arribant des de l'est, havien pres Caravaggio, creuat el riu Adda i arribat fins Lodi, gràcies a la traïció de Francesco Sanseverino, que estant al comandament de les forces milaneses a la frontera oriental del ducat, va arribar a un acord amb els francesos i va abandonar Lluís Sforza.
El 2 de setembre Lluís Sforza va sortir de Milà cap a Innsbruck, refugiant-se amb Maximilià, deixant la defensa del castell a Bernardino da Cort amb subministraments i municions suficients per a resistir diversos mesos. No obstant això, quatre dies després da Cort va entregar el castell i les tropes franceses van ocupar Milà. La resta de Llombardia seria rendida amb facilitat; Gènova es va lliurar als francesos, Cremona es va declarar pels venecians. Trivulzio va ser nomenat governador del ducat. Lluís XII visitaria la ciutat entre el 2 d'octubre i el 5 de novembre.
Apart de Milà, Lluís XII va prendre sota la seva protecció al marquès de Màntua i al duc de Ferrara; Giovanni Bentivoglio, senyor de Bolonya, també es va acollir a ell. Florència va signar un tractat d'aliança amb França.
Per la seva banda, el florentí Paolo Vitellia prenia Cascina i assetjava Pisa, sota la defensa Gurlino di Ravenna. El 23 d'agost, a punt de prendre la ciutat, una epidèmia de pesta va caure sobre les tropes de Vitellia, que va aixecar el setge contrariant les ordres de Florència. Va ser decapitat. El setembre els turcs atacaven Zara, creuaven el riu Isonzo i arribaven fins Friuli, refermant en la seva pròpia guerra contra Venècia.

### Contraatac dels Sforza, la seva derrota i presó.
Les imposicions fiscals amb què Trivulzio sotmetia a la població i la crueltat amb la que castigava el seu incompliment el van fer avorrir pels milanesos, que van reclamar el retorn de Ludovico. El gener, al capdavant d'un exèrcit de 500 borgonyons i 800 suïssos en la seva majoria mercenaris suïssos, Sforza va penetrar a la Llombardia des del Tirol, i va reconquerir Chiavenna, Bellinzona, Bellagio, Ness, Com i finalment Milà, mentre les forces franceses es quedaven al castell. Sforza va pagar un ducat per cada cap francès. Reforçant el seu exèrcit amb nous efectius a mesura que avançava, Lluís Sforza va sortir cap a Pavia, deixant la defensa de Milà al seu germà Ascanio.
L'abril de 1500 Louis de la Tremouille va arribar des de França amb un altre exèrcit de 10.000 mercenaris suïssos i 6000 francesos, i va assetjar a Lluís Sforza a Novara. Els mercenaris suïssos en el bàndol de Sforza es van negar a lluitar contra els seus compatriotes en el bàndol francès, i van presentar la seva rendició a canvi del pagament de les seves soldades endarrerides, que els francesos van satisfer. Abandonat pels seus soldats, Sforza va ser fet presoner i conduït a França, on moriria vuit anys després.
El seu germà el cardenal Ascanio Sforza va acudir a ajudar-des de Milà amb 600 cavallers i un nombre considerable d'estradiots. En el camí, un exèrcit de venecians sota el comandament de Soucin Bienson i Charles des Ursins els va obligar a retirar-se al castell de Rivoli, on van ser assetjats. Sense provisions amb les que resistir, Ascanio va rendir el seu exèrcit, sent capturat i enviat a França.
Poc després la ciutat de Milà va presentar la seva rendició a l'arquebisbe de Rohan, el cardenal Georges d'Amboise, evitant el saqueig i destrucció de la capital a canvi d'un rescat de 300.000 corones. Trivulzio va ser destituït del govern de la ciutat, que va ser encarregat al nebot del cardenal, Charles II d'Amboise de Chaumont.

### Avanç de Cèsar Borgia per la Romanya.
Cèsar Borja, separant-se de l'exèrcit francès amb 1.800 cavallers francesos sota el comandament d'Yves d'Allegre i 4.000 piquers suïssos pagats pel papa, va atacar les ciutats estat de la Romanya, davant la passivitat dels estats veïns, temorosos de la represàlia francesa.
Va atacar i va reduir Imola a finals de desembre. Forli, que va presentar una forta resistència sota el comandament de Caterina Sforza va ser rendit el gener de 1501, i Caterina feta presonera, encara que seria alliberada poc després. Al llarg d'aquest any van caure en poder de Cèsar Borja Rimini, governat per Rodolfo Malatesta, i Pesaro, per Giovanni Sforza. El novembre Faenza governada per Astorre III Manfredi va ser assetjada, però els rigors de l'hivern i la tenaç resistència que van oferir els seus pobladors van obligar a ajornar el setge.
Ajudat amb els fons que el papa havia aixecat per l'església, Cèsar Borja va reprendre l'assalt a Faenza a la primavera de l'any següent, i després de la seva presa marxar també en Bolonya, tot i estar sota la protecció de França. Després va marxar cap a Florència, i d'allà es va unir a l'exèrcit francès que havia de Nàpols.

## Conseqüències
Amb el nord d'Itàlia sota el seu control i amb la intenció de seguir el seu avanç cap a Nàpols, Lluís XII es va veure retardat per l'actitud austríaca: acabada la guerra contra els suïssos, Maximilià va incitar els altres prínceps electors del Sacre Imperi Romà a unir-se contra França en resposta a la usurpació de Milà, a la destinació donat als Sforza i a les hipotètiques aspiracions de França i Venècia contra Àustria.
A l'espera que s'ajustés una treva amb Àustria, les tropes franceses es van unir a les florentines en el seu setge a Pisa el juny de 1500. Pisa va oferir el seu vassallatge a França a canvi de no ser lliurats a Florència, però Lluís XII va rebutjar la proposta; aquest rebuig seria el motiu de la retirada inesperada de les forces franceses del setge que mantenien contra Pisa juntament amb les tropes florentines.
Finalment, amb la intermediació del fill de Maximilià, Felip I de Castella, França i Àustria van ajustar una treva; segons les condicions acordades, Maximilià investiría a Lluís com a duc de Milà a canvi que aquest ducat fos lliurat com dot a la filla de Lluís XII Claudia en el seu futur matrimoni amb el net de Maximilià, l'Emperador Carles V. L'acord definitiu seria plasmat en el tractat de Trento d'octubre de 1501 en què Maximilià reconeixia les conquestes franceses al nord d'Itàlia. L'exèrcit francès, amb el nord d'Itàlia assegurat, marxaria cap al sud per tal d'ocupar també el Regne de Nàpols, el que portarien a terme durant la guerra de Nàpols.
El ducat de Milà quedaria en mans franceses fins 1512, quan els suïssos rehabilitar a Maximilià Sforza en el govern.

## La Guerra de Nàpols

### Divisió del Regne de Nàpols entre francesos i espanyols
Pel que fa al front sud de la península italiana, després del fracàs militar de l'empresa de Carles VIII el 1495, el nou rei de França va signar el secret tractat de Granada l'11 de novembre de 1500, on s'estipulava la divisió del sud d'Itàlia amb Ferran II d'Aragó. El rei d'Aragó tenia l'objectiu d'eliminar la dinastia regnant a Nàpols i prendre possessió de Sicília, Calàbria i Pulla, mentre que els francesos es reservarien la Campanya i els Abruços. Frederic III de Nàpols, a les fosques de l'acord, quan el 1501 els francesos es van preparar per envair el seu regne, va demanar ajuda a Espanya, relacionant-se amb Ferran II i també lliurant-li fortaleses a Calàbria.
El 25 de juny de 1501, Alexandre VI va excomunicar el rei de Nàpols i, el 19 de juliol, Cesare Borgia, recolzat per l'exèrcit francès, va conquerir Capua. El rei Frederic, en adonar-se massa tard de l'engany, va intentar fer front a la rendició, però el 19 d'agost els francesos van entrar a Nàpols. Mentrestant, Gonzalo Fernández de Córdoba va passar des de Sicília a Tropea el 5 de juliol i va ocupar les regions de Calàbria i Pulla.

### Guerra entre França i Espanya
Aviat van sorgir disputes entre els ocupants sobre els mètodes de partició; la insistència de Ferran II d'Aragó de ser reconegut com a rei de Nàpols i de Sicília va portar immediatament a una guerra entre França i Espanya. Derrotat a la Batalla de Cerignola a l'abril de 1503 i a la Batalla de Garellano al decembre del mateix any pels espanyols comandats per Gonzalo Fernández de Córdoba, Lluís XII fou obligat a abandonar Nàpols i a retirar-se a la Llombardia. Nàpols fou ocupada pels espanyols el 16 de maig de 1503. Després de la capitulació de Gaeta l'1 de gener de 1504, els francesos es retiraren de la zona Nàpols i s'embarcaren cap a França.
Decidit a recompondre's de les pèrdues sofertes a Itàlia després de la batalla de Cerignola, Lluís XII va iniciar la campanya del Rosselló atacant per terra la frontera hispano-francesa. Simultàniament, una flota francesa de 40 naus que havia salpat de la costa sud de França amb l'objectiu d'atacar Catalunya i València va haver de tornar a Marsella sense haver pogut dur a terme el seu atac per culpa del mal temps.
L'onze de novembre Lluís XII i Ferran II d'Aragó van pactar una treva per posar fi durant cinc mesos només al conflicte a la frontera hispano-francesa.

## Tractat de Lió
Lluís XII, temorós d'un atac espanyol sobre el Milanesat, es va avenir a signar el tractat de Lió de l'11 de febrer de 1504, posant fi a la Segona Guerra d'Itàlia. Segons les condicions de l'acord, França i Espanya mantindrien la pau durant tres anys, es reprendria les relacions comercials entre tots dos, excepte a Nàpols, i els espanyols tindrien llibertat per emprendre contra els reductes rebels que subsistien a Nàpols.